# Омар Габер
Омар Махмуд Габер (арап. عمر محمود جابر‎, романизовано Omar Mahmoud Gaber; Каиро, 30. јануар 1992) професионални је египатски фудбалер који игра у одбрани на позицији десног бека. 
За сениорску репрезентацију Египта игра од 2011. године.

## Клупска каријера
Габер је поникао у школи фудбала екипе Замалека из Гизе у којој је 2010. започео и професионалну каријеру. Са Замалеком је освојио титулу првака Египта у сезони 2014/15. и три титуле победника националног купа у сезонама 2012/13, 2013/14. 2014/15. године. Након 6 година и преко 110 одиграних утакмица у првенству Египта, у мају 2016. потписује четворогодишњи уговор са швајцарским Базелом. За нови тим дебитовао је већ 24. јула исте године у утакмици против екипе Сиона (победа од 3:0), а дебитантску сезону у Европи окончао је титулама националног првака и Купа Швајцарске.   
Током 2018. играо је као позајмљен играч у МЛС екипи Лос Анђелеса. 

## Репрезентативна каријера
Први наступ у националном дресу, и то за младу репрезентацију, остварио је 17. априла 2011. против Габона, анешто касније исте године учествовао је и на светском првенству за играче до 20 година у Колумбији. 
Играо је за Египат и на Олимпијским играма 2012. у Лондону, на турниру у ком су Египћани поражени у четвртфиналу од Јапана.
Са сениорском репрезентацијом освојио је сребрну медаљу на Купу афричких нација 2017. у Габону. Такође се налазио и у саставу репрезентације на Светском првенству 2018. у Русији. 